# The Day That Never Comes
The Day That Never Comes – singiel amerykańskiego zespołu heavymetalowego Metallica, pochodzący z albumu grupy, Death Magnetic. Ukazał się on 21 sierpnia 2008. Premiera koncertowa miała miejsce 22 sierpnia 2008 w Leeds.

## Teledysk
Teledysk był kręcony w okolicach Los Angeles. Jego reżyserem jest Duńczyk, Thomas Vinterberg. 

## Twórcy

### Wykonawcy
- James Hetfield – wokal, gitara rytmiczna
- Lars Ulrich – perkusja
- Kirk Hammett – gitara prowadząca
- Robert Trujillo – gitara basowa

### Produkcja
- Rick Rubin – producent
- Greg Fidelman - miksowanie
- Ted Jensen – mastering